# برنار پیکار

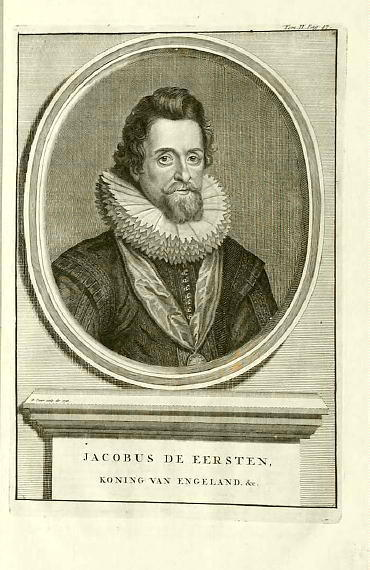
نگارهٔ حکاکی‌شدهٔ جیمز یکم پادشاه انگلستان، اثر برنار پیکار

برنار پیکار (به فرانسوی: Bernard Picart) (زادهٔ ۱۱ ژوئن ۱۶۷۳- مرگ ۸ مهٔ ۱۷۳۳) حکاک فرانسوی بود.
او پسر اتین پیکار یک حکاک فرانسوی بود و در پاریس زاده‌شد. مرگ او در آمستردام رخ‌داد. بیشتر زمینهٔ کاری او تصویرسازی کتاب‌هایی چون انجیل و اووید بود.